# Tramvaje KPS série 74–149, 151–152, 400–405 (Brno)
Tramvaje KPS série 74–149, 151–152, 400–405 jsou typ dvounápravové obousměrné tramvaje, vyráběné pro Společnost brněnských elektrických pouličních drah v letech 1926–1946 Královopolskou strojírnou v Brně a v letech 1927–1928 též v Továrně na vozy v Kolíně. Celkem vzniklo 84 vozů tohoto typu, takže se jedná o největší modelovou řadu dvounápravových tramvají provozovaných v Brně. Šlo zároveň o poslední obousměrné vozy s dřevěnou konstrukcí skříně, které brněnský dopravce pořídil.

## Historické pozadí
Po první světové válce se ve 20. letech 20. století veřejná doprava postupně zotavovala a vozový park byl ve většině měst rozšiřován. Prvními poválečnými novými tramvajemi v Brně se stala série vozů č. 59–73, vyrobených ve vagónce Graz v roce 1920 a objednaných o čtyři roky dříve. Situace v první polovině třetího desetiletí ale nebyla v Brně z hlediska vozového parku optimální, neboť většinu tramvají tvořily malé a málo kapacitní vozy ze začátku století. Společnost brněnských elektrických pouličních drah (SBPD) tak přistoupila k objednávce zcela nového typu dvounápravových vozů, které byly dodávány od roku 1926 po dobu následujících 20 let a které v této době vytvořily základ vozového parku. Vozy vyráběné Královopolskou strojírnou (KPS) a Továrnou na vozy v Kolíně (TVK) konstrukčně vycházely ze série č. 59–73, zatímco jejich vzhled byl inspirován řadou CMg původem z příměstské dráhy Vídeň–Bratislava.

## Konstrukce
Vozová skříň byla tvořena dřevěnou kostrou na rámu z ocelových profilů. Okenní sloupky byly oplechované, vnější spodní část bočnic byla obložená dřevěnými peřejkami. Okna byla uchycena do kovového rámu, krajní okna v interiéru byla spouštěcí. Střechu tvořily dřevěné palubky, které byly z vnější strany pokryty plátnem, uvnitř vozu pak byly obloženy bíle natřenými dřevovláknitými deskami. Stěny oddělující plošiny a salón pro cestující byly dřevěné s dvoukřídlými posuvnými dveřmi. Sedadla byla čalouněná kůží a uspořádaná podélně. Odpory byly umístěny na střeše vozu.
Elektrickou výzbroj tvořily kontroléry Škoda typ BRNO I a dva motory Škoda TIS-33 o výkonu 44 kW usazené v nýtovaném dvounápravovém podvozku. Výzbroj pocházela od různých výrobců (Škoda, František Křižík, Bartelmus-Donát, ČMK), konstrukčně však byla shodná, takže se vozům pro motory Škoda přezdívalo „škodovky“. Všech 60 vozů z let 1926–1928 bylo vybaveno tyčovým sběračem proudu, v roce 1930 však byl na třech tramvajích zkušebně instalován pantograf. Ten se osvědčil, proto vozy ze 30. a 40. let jej měly již od výroby. Zároveň byly v letech 1933 a 1934 pantografem vybaveny i ostatní tramvaje z let 1926–1928.
Dva vozy č. 140 a 141 byly tvořeny vozovými skříněmi vyrobenými v Královopolské v roce 1941 a podvozky, které vznikly ve vlastních dílnách SBPD. Od předchozích tramvají se odlišovaly kontroléry Siemens z bratislavské pobočky tohoto podniku. Další série z roku 1943 se rovněž lišila: drobným detailem byla hranatá okna (namísto zaoblených rohů), z úsporných důvodů válečné doby však neměly mezistěny mezi plošinami a salónem pro cestující, podélná sedadla nebyla čalouněná, ale jen laťková, dveře byly dvojdílné zasouvací (místo trojdílných sklápěcích); elektrická výzbroj však opět pocházela ze Škody a obsahovala kontroléry BRNO II. Vozy č. 151 a 152 byly navíc postaveny na dvou náhradních podvozcích série vozů č. 59–73 s motory AEG. Poslední, již poválečná série, si udržela hranatá okna a dvoudílné dveře, v interiéru však odpovídala vozům z 20. a 30. let. Měla však osazeny motory Škoda AD 2748/hN o výkonu 70 kW (kvůli téměř dvojnásobnému výkonu od předchozích sérií byly tyto tramvaje přezdívané „rychloběžky“) a kontroléry Siemens, podvozek byl svařovaný.
Tři tramvaje, které byly koncem druhé světové války poškozeny válečnými událostmi, byly do roku 1948 rekonstruovány a kvůli úsporám kabeláže upraveny na jednosměrné. Mezi lety 1955 a 1962 bylo při generálních opravách zjednosměrněno dalších 15 tramvají; až na jedinou výjimku šlo o vozy z let 1941–1946. U vozů původních čísel 140 a 141 byly zároveň odstraněny atypické kontroléry Siemens.

## Dodávky tramvají
V letech 1926–1946 bylo vyrobeno celkem 84 vozů tohoto typu.
| Současný stát | Město | Článek | Výrobce | Roky dodávek | Počet vozů | Evidenční čísla při dodání | Poznámky                                 | Zdroj       |
| ------------- | ----- | ------ | ------- | ------------ | ---------- | -------------------------- | ---------------------------------------- | ----------- |
| Česko         | Brno  | článek | KPS     | 1926         | 10         | 74–83                      |                                          | [ 2 ] [ 6 ] |
| Česko         | Brno  | článek | KPS     | 1927         | 20         | 84–103                     |                                          | [ 2 ] [ 6 ] |
| Česko         | Brno  | článek | TVK     | 1927         | 5          | 104–108                    |                                          | [ 2 ] [ 6 ] |
| Česko         | Brno  | článek | TVK     | 1928         | 5          | 109–113                    |                                          | [ 2 ] [ 6 ] |
| Česko         | Brno  | článek | KPS     | 1928         | 20         | 114–133                    |                                          | [ 2 ] [ 6 ] |
| Česko         | Brno  | článek | KPS     | 1932         | 6          | 134–139                    |                                          | [ 2 ] [ 6 ] |
| Česko         | Brno  | článek | KPS     | 1941         | 2          | 140–141                    | podvozky SBPD, vozy zkompletovány v SBPD | [ 2 ] [ 6 ] |
| Česko         | Brno  | článek | KPS     | 1943         | 8          | 142–149                    |                                          | [ 2 ] [ 6 ] |
| Česko         | Brno  | článek | KPS     | 1943         | 2          | 151–152                    | podvozky Graz, vozy zkompletovány v SBPD | [ 2 ] [ 6 ] |
| Česko         | Brno  | článek | KPS     | 1946         | 6          | 400–405                    |                                          | [ 2 ] [ 6 ] |

## Provoz
V letech 1926–1928 bylo do Brna dodáno 60 nových tramvají č. 74–133, což umožnilo výrazně omezit provoz starých a málo kapacitních vozů ze začátku 20. století. Tramvaje tohoto typu se tak staly základem prvorepublikového vozového parku Společnosti brněnských elektrických pouličních drah, takže byly deponovány ve všech třech vozovnách, v Pisárkách, v Králově Poli i v Husovicích. Roku 1932 k nim přibyla ještě malá šestikusová série stejného typu (č. 134–139), která byla již z výroby vybavena pantografy. Za druhé světové války pak SBPD zakoupila osm kompletních vozů a čtyři náhradní vozové skříně, které byly dokončeny v podnikových dílnách (č. 140–149, 151, 152). Závěrečná šestikusová poválečná série z roku 1946 (č. 400–405) se stala poslední dodávkou obousměrných dvounápravových tramvají s dřevěnou kostrou do Brna. V 50. letech 20. století kupoval brněnský dopravní podnik jednosměrné tramvaje 4MT.
Válečné tramvaje č. 142–149 byly přiděleny do Husovic a obsluhovaly linky 3, 7 a 10. Atypické vozy č. 151 a 152 s vysokými podvozky z roku 1920 jezdily na vložené lince B.
Na konci druhé světové války byl zničen jeden vůz tohoto typu, č. 74, jenž byl zasažen při náletu 12. dubna 1945. V roce 1950 došlo k hromadnému přečíslování tramvají a vozy ze série 74–149, 151–152 a 400–405 získaly novou souvislou řadu č. 34–116 (chyběl pouze vůz původního č. 74). Na začátku 60. let 20. století, po zahájení dodávek typu Tatra T2 do Brna, obsluhovaly „škodovky“ a „rychloběžky“ z pisárecké vozovny linky 2, 5, 8, 9, 10 a 11, z královopolské (dnešní vozovna Medlánky) linky 4 a 11 a z husovické linku 10 a vložené vlaky na linkách 2 a 3. Se zařazováním dalších tramvají koncepce PCC, včetně nového typu Tatra T3, dvounápravové tramvaje nejprve zcela opustily Královo Pole. Po reformě linek v roce 1964 jezdily pisárecké vozy na linkách 5, 9, 10, 11 a 15 a husovické na linkách 12 a 13.
Nepočítaje za války zničený vůz č. 74, vydržely všechny tramvaje tohoto typu v provozu až do 60. let 20. století. Teprve v roce 1960 byl vyřazen vůz č. 64 (ex 105), který měl v závěru předchozího roku nehodu, a roku 1961 byl mezi služební převeden vůz č. 109 (ex 151, nově č. 506). Ostatní tramvaje zůstaly i v průběhu tohoto desetiletí nadále provozní. K začátku jejich hromadného vyřazování přistoupil dopravní podnik v roce 1967, po zahájení dodávek typu T3 do Pisárek. Ten rok bylo z osobního provozu odstaveno celkem 25 tramvají tohoto typu, v letech 1968 a 1969 pak po 19 kusech, takže jich na konci roku 1969 zůstalo posledních osmnáct, které jezdily na linkách 10 a 15. Od března 1970 byly všechny přeřazeny na linku 7, kde vydržely až do svého úplného konce 29. února 1972.
Velká část vyřazovaných tramvají tohoto typu přešla mezi služební vozy, v roce 1969 byly takto vedeny vozy služebních čísel 801, 802, 804–815 (č. 806 = ex 506 = ex 151) a 817–823. Tehdy došlo k přečíslování, takže tramvaje nově dostaly č. 4001–4013 a 4020–4029, k nimž v roce 1972 přibyly ještě vozy č. 4034–4040. Služební tramvaje tohoto typu byly využívány především vrchní stavbou a většina jich byla do roku 1974 vyřazena. Posledním provozním se stal zřejmě vůz č. 4036, jenž sloužil ještě v roce 1978.

## Historické vozy
V roce 1968 byly během příprav na oslavy 100. výročí brněnské městské hromadné dopravy, které se měly konat v roce 1969, vybrány dosud provozní vozy č. 40 a 116 jako zástupci své série. Oba byly 1. listopadu 1968 vyřazeny z osobní dopravy a převedeny mezi historická vozidla. Tramvaj č. 40 byla během roku 1969 v Ústředních dílnách Dopravního podniku města Brna (DPmB) renovována do původního stavu s č. 81 (s ponechaným pantografem). Následoval vůz č. 116, u nějž proběhla v roce 1969 velká prohlídka, při které byl rekonstruován a s původním číslem 405 ponechán v jednosměrném provedení, které získal roku 1962. V roce 1971 byly oba vozy, společně s ostatními do té doby renovovanými tramvajemi, předány Technickému muzeu v Brně, které je zařadilo do své vznikající sbírky vozidel MHD.
Technické muzeum získalo od Dopravního podniku v roce 1972 také tramvaje č. 106 a 107. Tramvaj č. 107 (zjednosměrněná v roce 1960) byla muzeem zpočátku využívána jako služební vůz, jenž však byl ve druhé polovině 70. let odstaven kvůli závadě na trakčním motoru. Výhledově se s ním, coby zástupcem válečné dodávky z roku 1943, počítalo na renovaci. Vůz č. 106 měl posloužit na náhradní díly a na tzv. částečný řez, v roce 1977 byl ovšem vyřazen ze sbírkového fondu a zlikvidován. V roce 1987 byl při selekci fondu vůz č. 107 vrácen, společně s vlečným vozem č. 215, Dopravnímu podniku, který jej opravil a od roku 1989 ho využívá pro prezentační, komerční a nostalgické jízdy. V roce 1990 dokonce v rámci zácviku řidičů na dvounápravové tramvaje jezdil s cestujícími na běžné lince 20. V letech 2006–2007 byl kompletně renovován v Krnovských opravnách a strojírnách a je využíván také na pravidelných historických linkách.
Vůz č. 99 (zjednosměrněný v roce 1960) byl po svém vyřazení v roce 1970 prodán, spolu s vlečným vozem č. 220, Filmovým laboratořím Barrandov, které soupravu využily ve filmu Jatka č. 5, v níž vozy po přelakování krémovým nátěrem představovaly soupravu drážďanských tramvají. Po natáčení zůstaly vozy odstaveny v Praze, motorový vůz se však v roce 1976 vrátil do Brna. Technické muzeum jej zprovoznilo, upravilo a až do 90. let využívalo jako služební (náhradou za č. 107), poté byl odstaven. V roce 2005 byl zařazen do sbírky TMB, neboť se připravoval provoz pravidelné historické linky. Tramvaj byla tehdy pro tento účel dlouhodobě zapůjčena Dopravnímu podniku. Během roku 2006 byl vůz v Krnovských opravnách a strojírnách kompletně zrenovován; kvůli špatnému stavu vozové skříně však musela být provedena její novostavba. Od té doby tramvaj č. 99 využívá DPMB na historické lince. Pro zajištění jejího provozu na podzim 2006, kdy ještě probíhala renovace obou vozů č. 99 a 107, Technické muzeum krátkodobě zapůjčilo Dopravnímu podniku vůz č. 81.
| Původní provoz | Evidenční číslo | Současný majitel | Rok výroby | Historický od roku | Poznámky                                                                                 | Zdroj  |
| -------------- | --------------- | ---------------- | ---------- | ------------------ | ---------------------------------------------------------------------------------------- | ------ |
| Brno           | 81              | TMB              | 1926       | 1969               | 1969–1971 historické vozidlo DPmB                                                        | [ 12 ] |
| Brno           | 99              | TMB              | 1941       | 2005               | pův. ev. č. 140, 1976–2005 služební vůz TMB, od 2006 zapůjčen DPMB (interní ev. č. 4916) | [ 13 ] |
| Brno           | 107             | DPMB             | 1943       | 1972               | pův. ev. č. 148, 1972–1987 v majetku TMB, DPMB: interní ev. č. 4908                      | [ 14 ] |
| Brno           | 405             | TMB              | 1946       | 1969               | 1969–1971 historické vozidlo DPmB                                                        | [ 15 ] |

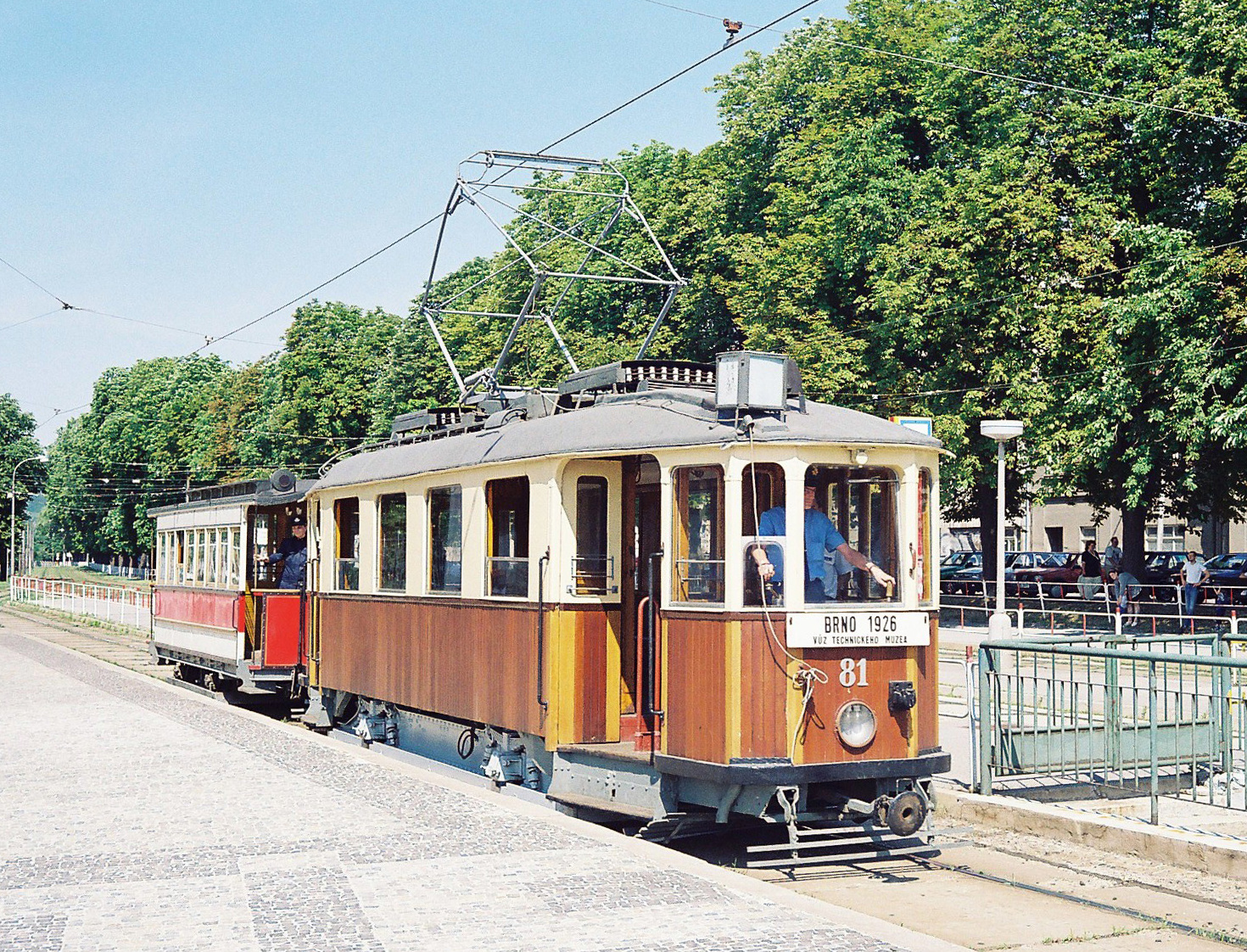
Tramvaj ev. č. 81
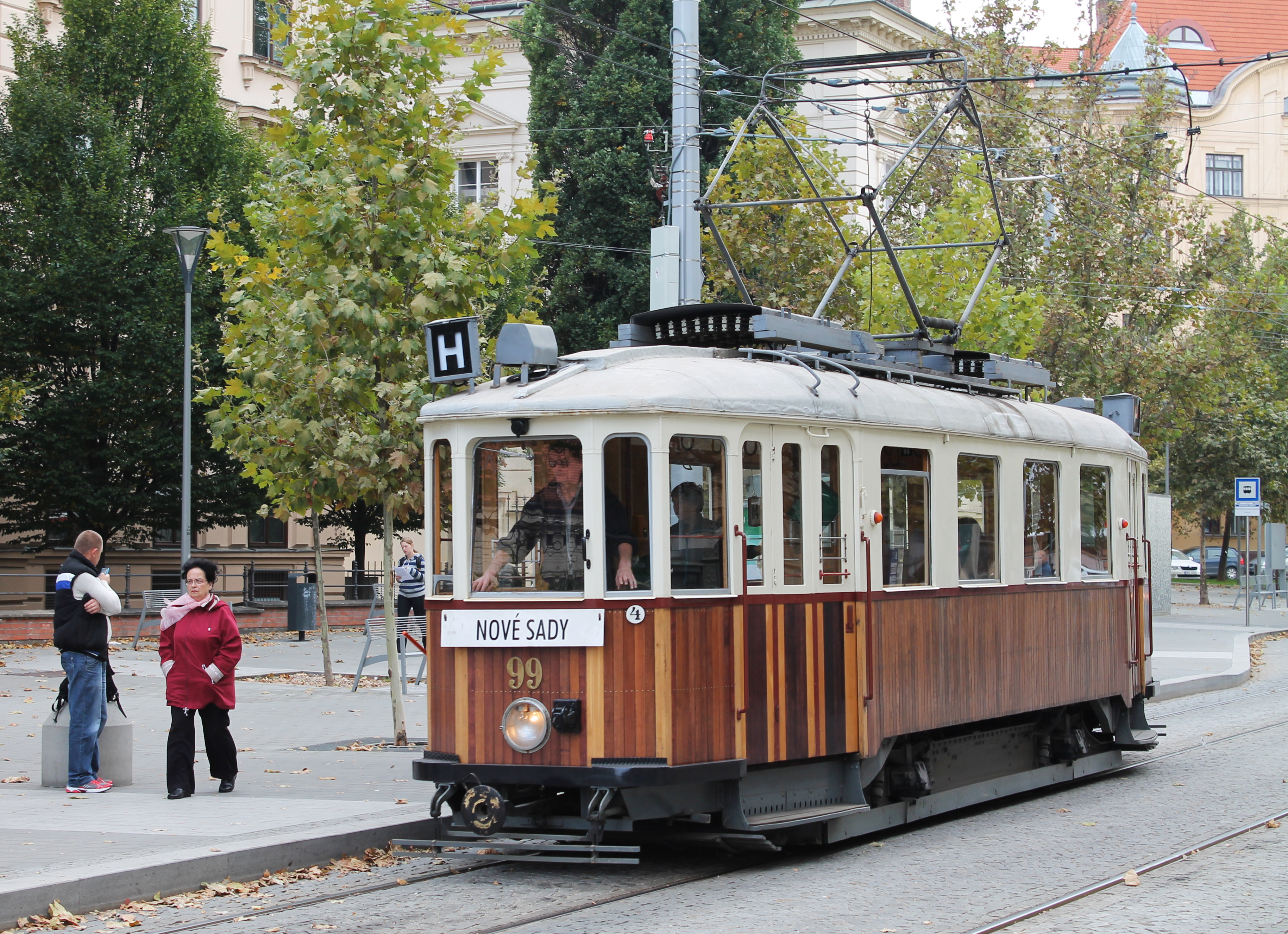
Tramvaj ev. č. 99
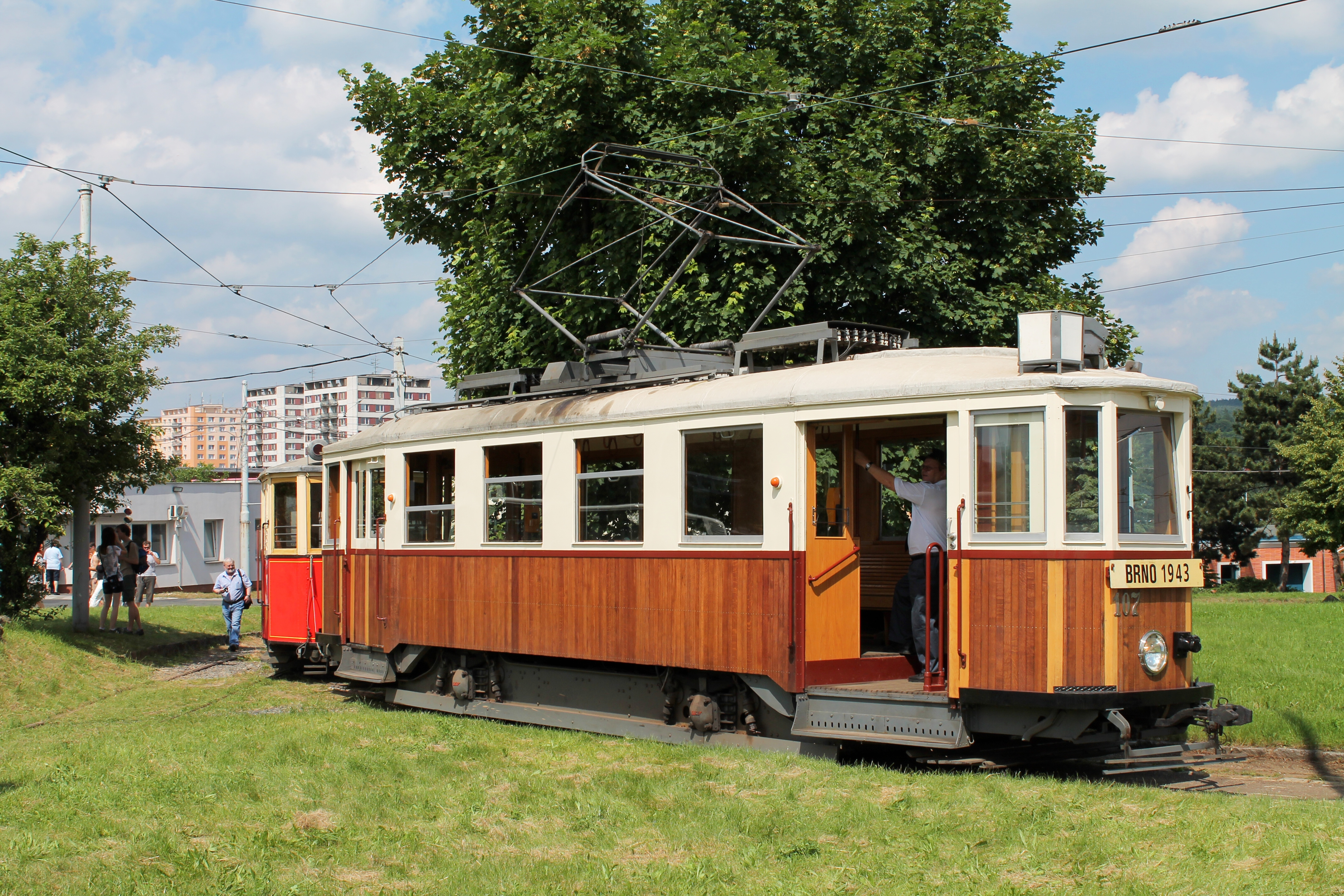
Tramvaj ev. č. 107
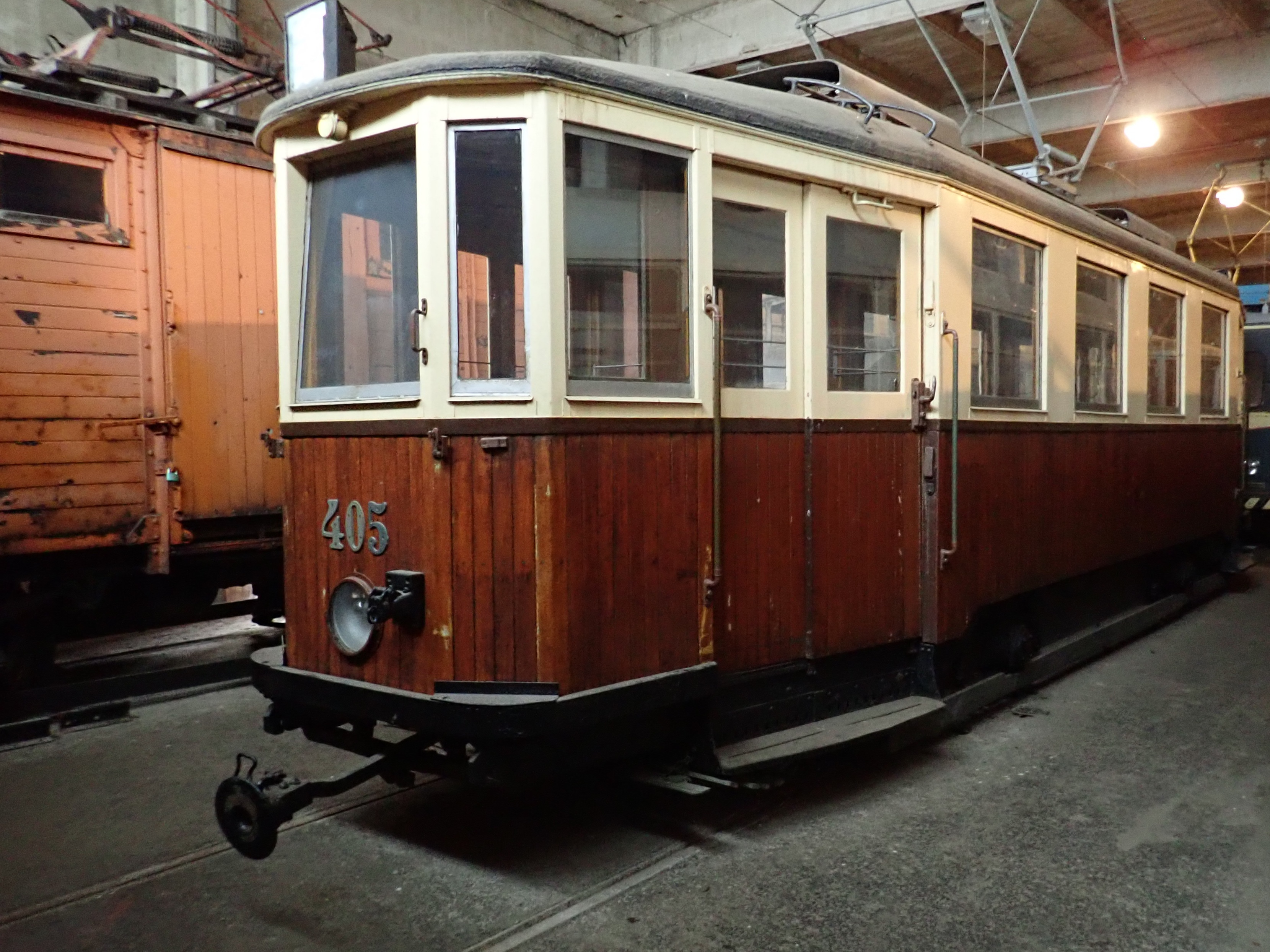
Tramvaj ev. č. 405